# Silvina Bullrich
Silvina Bullrich (ur. 4 października 1915 w Buenos Aires, zm. 2 lipca 1990 w Genewie) – argentyńska pisarka, nowelistka, felietonistka, eseistka, dziennikarka, scenarzystka. Córka wybitnego kardiologa, Rafaela A. Bullricha. Autorka bestsellerowych powieści, przetłumaczonych na wiele języków (w tym na polski).
W powieściach porusza głównie tematykę społeczną i rodzinną mieszkańców Argentyny, a także problemy feminizmu. 
Wraz z J. L. Borgesem opracowała antologię tekstów nt. folkloru miejskiego Buenos Aires: „El compadrito”. 

## Tytuły powieści
- Calles de Buenos Aires (1939),
- Saloma (1940),
- Su vida y yo (1941),
- La redoma del primer ángel (1943),
- La tercera versión (1944),
- George Sand (1946, Biografía)
- Historia de un silencio (1949),
- Bodas de cristal (1952),
- Teléfono ocupado (1955),
- Un momento muy largo (1957),
- Mańana digo basta (1957)/przekł. polski: Jutro powiem - dość; przeł. z hiszp. Kalina Wojciechowska. Warszawa: "Czytelnik" (1978),
- Mientras los demás viven (1958),
- El hechicero (1961),
- Los burgueses (1964),
- Los salvadores de la patria (1965),
- La creciente (1967),
- El calor humano (1969),
- Los monstruos sagrados (1971),
- Los pasajeros del jardín (1971),
- Mal don (1973),
- Su Excelencia envió el informe (1974),
- Te acordarás de Taormina (1975),
- Será justicia (1976),
- Reunión de Directorio (1977),
- Los despiadados (1978),
- Escándalo bancario (1980),
- Mis memorias (1980)/przekł. polski: Wspomnienia; przeł. z hiszp. Alicja Noworyta. Warszawa, "Czytelnik" (1988),
- Después del escándalo (1981),
- Flora Tristán, la visionaria (1982),
- La mujer postergada (1982),
- ¿A qué hora murió el enfermo? (1984),
- La Bicicleta (1986),